# رود مايرز
رود مايرز (بالإنجليزية: Rod Myers)‏ هو لاعب كرة قاعدة أمريكي، ولد في 14 يناير 1973 في كونروي في الولايات المتحدة.

## وصلات خارجية
- رود مايرز على موقعبيزبول رفرنس.كوم (الدوري الرئيسي) (الإنجليزية)
- رود مايرز على موقعبيزبول رفرنس.كوم (الدوري الثانوي) (الإنجليزية)